# Hervé Regout
Pas d'image ? Cliquez ici
Hervé Regout (né le 4 novembre 1952) à Liège en Belgique est un ancien pilote de course automobile international belge.

## Palmarès

### Résultats aux24 heures du Mans
| Année | Écurie                   | Copilotes                                | Voiture          | Classe   | Tours | Pos. | Class Pos. |
| ----- | ------------------------ | ---------------------------------------- | ---------------- | -------- | ----- | ---- | ---------- |
| 1980  | JMS Racing Charles Pozzi | Jean Xhenceval Pierre Dieudonné          | Ferrari 512BB/LM | IMSA     | 312   | 10e  | 3e         |
| 1981  | Charles Pozzi S.A.       | Jean-Claude Andruet Claude Ballot-Léna   | Ferrari 512BB/LM | IMSA GTX | 328   | 5e   | 1re        |
| 1985  | Obermaier Racing Team    | Jürgen Lässig Jésus Pareja               | Porsche 956      | C1       | 356   | 8e   | 8e         |
| 1987  | Primagaz Compétition     | Pierre-Henri Raphanel Yves Courage       | Cougar C20       | C1       | 331   | 3e   | 3e         |
| 1988  | Mazdaspeed Co. Ltd.      | Takashi Yorino Will Hoy                  | Mazda 767        | GTP      | 305   | 19e  | 3e         |
| 1989  | Mazdaspeed Co. Ltd.      | Takashi Yorino Elliott Forbes-Robinson   | Mazda 767B       | GTP      | 365   | 9e   | 2e         |
| 1990  | Courage Compétition      | Alain Cudini Costas Los                  | Nissan R89C      | C1       | 300   | 22e  | 18e        |
| 1993  | Chamberlain Engineering  | Andy Petery Nick Adams                   | Spice SE89C      | C2       | 137   | Abd. | Abd.       |
| 1994  | Welter Racing            | Jean-François Yvon Jean-Paul Libert (de) | WR LM93          | LMP2     | 86    | Abd. | Abd.       |